# رینالدو (بازیکن فوتبال، زاده ۱۹۶۶)
آنتونیو رینالدو گونزالوس (به پرتغالی: Antônio Rinaldo Gonçalves) مهاجم اهل برزیل است که در شهر Campina Grande و در تاریخ ۳۱ اکتبر ۱۹۶۶ به دنیا آمده‌است.
آنتونیو رینالدو گونزالوس در تیم‌های فوتبال Campinense سابقهٔ حضور دارد.